# Arthur Feuerstein
Pour les articles homonymes, voir Feuerstein.
Arthur Feuerstein est un joueur d'échecs américain né le 20 décembre 1935 et mort le 2 février 2022.

## Biographie
Arthur Feuerstein est né le 20 décembre 1935. Il fut :
- deuxième du championnat d'échecs junior (moins de 21 ans) américain en 1956 derrière  Bobby Fischer ;
- vainqueur du championnat de blitz junior des États-Unis la même année ;
- troisième ex æquo du Greater New York Open en 1959 ;
- troisième ex æquo du tournoi « Rosenwald » disputé à New York à la fin de l'année 1956.

Arthur Feuerstein meurt le 2 février 2022, à Mahwah dans l’État du New Jersey, à l'âge de 86 ans.